# Anamniota
Anamniota (literalmente desprovido de âmnio), em zoologia, são os animais vertebrados cujo embrião se desenvolve sem a membrana que envolvem âmnio. Inclui peixes e anfíbios
A ausência de âmnio é considerada a condição ancestral em vertebrados, de modo que o termo não tem significado taxonômico e filogenético.